# Équipe du Portugal de football à la Coupe du monde 2006
L'équipe du Portugal de football s'est qualifiée pour la coupe du monde 2006 de football en Allemagne. Au premier tour, elle bat successivement l'Angola le 11 juin, l'Iran, le 17 juin et le Mexique le 21 juin.
Le 25 juin 2006, le Portugal affronte l'équipe des Pays-Bas en 8e de finale. La rencontre, surnommée la Bataille de Nuremberg, est heurtée et oblige l'arbitre à distribuer de nombreux cartons jaunes et rouges. Les deux formations terminent à 9 contre 9 avec notamment l'expulsion de Deco. La sélection de Luiz Felipe Scolari s'impose face aux Pays-Bas sur le score de 1 - 0 (but du Portugal à la 23e minute par Maniche).
Le 1er juillet, le quart de finale Portugal - Angleterre se solde par un 0 - 0 après prolongation, les Anglais étant réduits à 10 à partir du milieu de la 2e mi-temps, à la suite de l'expulsion de Wayne Rooney. Les Portugais remportent la séance de tirs au but et se qualifient.
Le mercredi 5 juillet, le Portugal dispute contre la France la deuxième demi-finale de Coupe du monde de son histoire. Il s'incline sur le plus petit des scores, concédant un penalty transformé par Zinédine Zidane à la 33e minute. Trois jours plus tard, le Portugal perd la petite finale contre l'Allemagne et manque ainsi le podium.

## Qualifications
| Groupe 3   | Groupe 3      | Groupe 3   | Groupe 3   | Groupe 3   | Groupe 3   | Groupe 3   | Groupe 3   | Groupe 3   | Groupe 3   | Groupe 3      | Groupe 3  | Groupe 3  | Groupe 3  | Groupe 3  | Groupe 3  | Groupe 3  | Groupe 3  |
| Classement | Classement    | Classement | Classement | Classement | Classement | Classement | Classement | Classement | Classement | Résultats     | Résultats | Résultats | Résultats | Résultats | Résultats | Résultats | Résultats |
| ---------- | ------------- | ---------- | ---------- | ---------- | ---------- | ---------- | ---------- | ---------- | ---------- | ------------- | --------- | --------- | --------- | --------- | --------- | --------- | --------- |
|            | Nation        | Pts        | J          | G          | N          | P          | BP         | BC         | Diff       | Nation        | POR       | SLO       | RUS       | EST       | LET       | LIE       | LUX       |
| 1          | Portugal      | 30         | 12         | 9          | 3          | 0          | 35         | 5          | +30        | Portugal      |           | 2-0       | 7-1       | 4-0       | 3-0       | 2-1       | 6-0       |
| 2          | Slovaquie     | 23         | 12         | 6          | 5          | 1          | 24         | 8          | +16        | Slovaquie     | 1-1       |           | 0-0       | 1-0       | 4-1       | 7-0       | 3-1       |
| 3          | Russie        | 23         | 12         | 6          | 5          | 1          | 23         | 12         | +11        | Russie        | 0-0       | 1-1       |           | 4-0       | 2-0       | 2-0       | 5-1       |
| 4          | Estonie       | 17         | 12         | 5          | 2          | 5          | 16         | 17         | -1         | Estonie       | 0-1       | 1-2       | 1-1       |           | 2-1       | 2-0       | 4-0       |
| 5          | Lettonie      | 15         | 12         | 4          | 3          | 5          | 18         | 21         | -3         | Lettonie      | 0-2       | 1-1       | 1-1       | 2-2       |           | 1-0       | 4-0       |
| 6          | Liechtenstein | 8          | 12         | 2          | 2          | 8          | 13         | 23         | -10        | Liechtenstein | 2-2       | 0-0       | 1-2       | 1-2       | 1-3       |           | 3-0       |
| 7          | Luxembourg    | 0          | 12         | 0          | 0          | 12         | 5          | 48         | -43        | Luxembourg    | 0-5       | 0-4       | 0-4       | 0-2       | 3-4       | 0-4       |           |

## Effectif
Le 15 mai 2006, le sélectionneur, Luiz Felipe Scolari, a annoncé une liste composée de vingt-trois joueurs pour le mondial.
| Numéro / Nom | Numéro / Nom            | Club               | Date de naissance | J.              | Buts            |                 |                 |                 |
| Gardiens de but | Gardiens de but         | Gardiens de but    | Gardiens de but   | Gardiens de but | Gardiens de but | Gardiens de but | Gardiens de but | Gardiens de but |
| --- | ----------------------- | ------------------ | ----------------- | --------------- | --------------- | --------------- | --------------- | --------------- |
| 1 | Ricardo                 | Sporting Portugal  | 11.02.1976        | 7               | 0               | 1               | 0               | 0               |
| 12 | Quim                    | Benfica            | 13.11.1975        | 0               | 0               | 0               | 0               | 0               |
| 22 | Paulo Santos            | Sporting Braga     | 11.12.1972        | 0               | 0               | 0               | 0               | 0               |
| Défenseurs |                         |                    |                   |                 |                 |                 |                 |                 |
| 2 | Paulo Ferreira          | Chelsea            | 18.01.1979        | 2               | 0               | 1               | 0               | 0               |
| 3 | Marco Caneira           | Sporting Portugal  | 09.02.1979        | 2               | 0               | 0               | 0               | 0               |
| 4 | Ricardo Costa           | FC Porto           | 16.05.1981        | 1               | 0               | 1               | 0               | 0               |
| 5 | Fernando Meira          | VfB Stuttgart      | 05.06.1978        | 7               | 0               | 0               | 0               | 0               |
| 13 | Miguel                  | Valence CF         | 04.01.1980        | 6               | 0               | 1               | 0               | 0               |
| 14 | Nuno Valente            | Everton            | 12.09.1974        | 6               | 0               | 2               | 0               | 0               |
| 16 | Ricardo Carvalho        | Chelsea            | 18.05.1978        | 6               | 0               | 1               | 0               | 0               |
| Milieux de terrain |                         |                    |                   |                 |                 |                 |                 |                 |
| 6 | Costinha vice-capitaine | Dynamo Moscou      | 01.12.1974        | 5               | 0               | 3               | 1               | 0               |
| 8 | Petit                   | Benfica            | 25.09.1976        | 5               | 0               | 2               | 0               | 0               |
| 10 | Hugo Viana              | Valence CF         | 15.01.1983        | 2               | 0               | 0               | 0               | 0               |
| 18 | Maniche                 | Chelsea            | 11.11.1977        | 4               | 2               | 2               | 0               | 0               |
| 19 | Tiago                   | Olympique lyonnais | 02.05.1981        | 4               | 0               | 0               | 0               | 0               |
| 20 | Deco                    | FC Barcelone       | 28.08.1977        | 4               | 1               | 2               | 1               | 0               |
| Attaquants |                         |                    |                   |                 |                 |                 |                 |                 |
| 7 | Luís Figo capitaine     | Inter Milan        | 04.11.1972        | 7               | 0               | 1               | 0               | 0               |
| 9 | Pauleta vice-capitaine  | Paris SG           | 28.04.1973        | 6               | 1               | 1               | 0               | 0               |
| 11 | Simão                   | Benfica            | 31.10.1979        | 7               | 1               | 0               | 0               | 0               |
| 15 | Luis Boa Morte          | Fulham             | 04.08.1977        | 1               | 0               | 1               | 0               | 0               |
| 17 | Cristiano Ronaldo       | Manchester United  | 05.02.1985        | 6               | 1               | 1               | 0               | 0               |
| 21 | Nuno Gomes              | Benfica            | 05.07.1976        | 2               | 1               | 1               | 0               | 0               |
| 23 | Hélder Postiga          | FC Porto           | 02.08.1982        | 3               | 0               | 0               | 0               | 0               |
| Sélectionneur |                         |                    |                   |                 |                 |                 |                 |                 |
| | Luiz Felipe Scolari     |                    | 09.09.1948        |                 |                 |                 |                 |                 |
| Réserve Joueurs qui n'ont pas participé au stage d'entraînement mais qui pouvaient faire office de remplaçants jusqu'au 10 juin |                         |                    |                   |                 |                 |                 |                 |                 |
| Non communiquée |                         |                    |                   |                 |                 |                 |                 |                 |
| Blessé Joueur initialement annoncé dans l'équipe nationale pour la coupe du monde mais remplacé avant le 11 juin                |                         |                    |                   |                 |                 |                 |                 |                 |
| D | Bruno Vale              | Estrela da Amadora | 08.04.1983        |                 |                 |                 |                 |                 |

## Compétition

### Buteurs
| Classement | Nom               | But(s) |
| 1          | Maniche           | 2      |
| 2          | Pauleta           | 1      |
| -          | Deco              | 1      |
| -          | Cristiano Ronaldo | 1      |
| -          | Simão Sabrosa     | 1      |
| -          | Nuno Gomes        | 1      |